# Cornelis Anthonius Bonten
Cornelis Anthonius Bonten (Leiden, 1 februari 1863 – Weert, 19 november 1938) was een Nederlands componist en organist.
Hij werd geboren in het gezin van winkelier Matthijs (Matthias) Bonten en Agneta (Agnes) Verhagen, wonende in/op Haven. Hij huwde met Geertruida Overtoom en later met Petronella Goossens (1876-1942). Hij werd te Weert begraven op de dag van Sint Cecilia (22 november).
Het was niet de bedoeling om in de muziek te gaan. Zijn eerste opleidingen wezen richting bloemist. Toch kreeg hij muzieklessen van zijn vader, die organist was van de Sint-Willibrorduskerk in Oegstgeest, en zijn broer Cornelis Hendrik Willem Bonten, een muziekonderwijzer. Hij kreeg ook lessen in Gergoriaans gezang. Hij kreeg zes jaar les van Antonie Jacobus Ackerman (piano en muziektheorie), Carel Wirtz en Willem Nicolaï (orgel) aan het Haags Conservatorium. Hij slaagde in 1890 voor het examen van de Nederlandse Toonkunstenaarsvereniging in Den Haag. Als volgende docenten kwamen Tibbe, Julius Röntgen in Amsterdam en Joseph Vranken in Utrecht in beeld.
Bonten werd organist te Warmond en Leiden (Hartebrugkerk (officieel Onze Lieve Vrouw Onbevlekt Ontvangen). In Leiden en Voorschoten gaf hij tevens muzieklessen op orgel en piano en was leider van een vijftal zangverenigingen. In 1897 ontving hij van het koor St Cecilia uit Voorschoten een dirigeerstok met inscriptie. Hij was ook muziekdocent aan het gymnasium van Katwijk (Zuid-Holland). In 1924 vertrok hij naar Nijmegen, hij werd er organist van de Ignatiuskerk. Daarna trok hij naar Franeker om daar als organist te spelen in de R.K. kerk en muziekonderwijzer te worden. Hij gaf in Leeuwarden leiding aan een mannenkoor. In 1927 zou hij terugkeren naar Nijmegen, maar ging niet op die functie in. Toch keerde hij even later terug en wijdde het orgel van de kerk in Brakkenstein in. Hij schreef ook enkele artikelen over muziek voor het "Gregoriusblad". 
Van zijn hand verschenen verscheidene composities:
- Gavotte voor piano, opgedragen aan Ackerman
- Mis (1894)
- Missa in honorem St-Mathiae (1895)
- Missa in honorem S. Felicis (opus 42)
- Avondlied (1896, opus 14, Moesman, werd meerdere malen herdrukt)
- Adore Te (1897, opus 7)
- Bondslied
- 31 augustus 1898
- Ave Maria (1900)
- Salve Regina (1901, als onderdeel van 8 Salve Regina’s)
- Herinnering, een cantate uit 1904
- Het lied van den Arbeid, op tekst van René de Clercq (1908, opus 56)
- De Morgen (1912)
- Zomerzorg (1916)
- De landsman (opus 55)
- Allegretto, opus 43, werd opgenomen in het Journal des Organistes, is minstens vijf keer herdrukt
- De onbevlekte ontvangenis, lied voor alt of bariton (opus, 33/opus 47)